# Tom Pillibi
Tom Pillibi je pjesma s kojom je Jacqueline Boyer predstavljala Francusku na Pjesmi Eurovizije 1960. u Londonu i pobijedila. Francuskoj je to bila druga pobjeda u pet godina ovog natjecanja. Pjesmu je skladao Andre Popp a riječi napisao Pierre Cour.
Pjesma je pjevana iz perspektive djevojke koja je u vezi s Tomom Pillibijem, muškarcem koji se voli hvaliti vrijednim stvarima (dvorcima i brodovima). Djevojka ga opisuje kao dobrog, finog i šarmantnog momka. Mnogo djevojaka želi biti s njim u vezi, uključujući kraljevu kći. Napominje kako Tom ima samo jednu manu, a ta je da je ogroman lažljivac te da nema ništa od bogatstava i vrijednosti. Također nije toliko poželjan među drugim djevojkama. Bez obzira na sve, voli ga iskreno i jako.
Pjesma je bila izvedena trinaesta i posljednja u večeri natjecanja te je osvojila prvo mjesto s trideset i dva boda. Jacqueline Boyer je snimila verzije ove pjesme na njemačkom i engleskom.